# Acaponeta
Acaponeta är en kommunhuvudort i Mexiko.   Den ligger i kommunen Acaponeta och delstaten Nayarit, i den centrala delen av landet, 700 km nordväst om huvudstaden Mexico City. Acaponeta ligger 30 meter över havet och antalet invånare är 18 564.
Terrängen runt Acaponeta är platt åt sydväst, men åt nordost är den kuperad. Runt Acaponeta är det ganska glesbefolkat, med 25 invånare per kvadratkilometer. Acaponeta är det största samhället i trakten. Omgivningarna runt Acaponeta är en mosaik av jordbruksmark och naturlig växtlighet.